# Hrabstwo Auglaize
Hrabstwo Auglaize (ang. Auglaize County) – hrabstwo w zachodniej części stanu Ohio w Stanach Zjednoczonych. Obszar całkowity hrabstwa obejmuje powierzchnię 401,90 mil2 (1 040,45 km²). Według danych z 2010 r. hrabstwo miało 45 949 mieszkańców.

## Sąsiednie hrabstwa
- Hrabstwo Allen (północ)
- Hrabstwo Hardin (wschód)
- Hrabstwo Logan (południowy wschód)
- Hrabstwo Shelby (południe)
- Hrabstwo Mercer (zachód)
- Hrabstwo Van Wert (północny zachód)

## Miasta
- St. Marys
- Wapakoneta

## Wioski
- Buckland
- Cridersville
- Minster
- New Bremen
- New Knoxville
- Uniopolis
- Waynesfield

## CDP
- New Hampshire
- St. Johns